# Bryoerythrophyllum machadoanum
Bryoerythrophyllum machadoanum là một loài Rêu trong họ Pottiaceae. Loài này được (Sérgio) M.O. Hill mô tả khoa học đầu tiên năm 1981.